# Thomas Brunell
Thomas Lars Axel Brunell, född 18 augusti 1966 i Nykarleby, är en finländsk författare.
Brunell avlade sjukskötarexamen 1987. Han gjorde en uppmärksammad lyrisk debut med Natt-tvätt (1995), som följts av När sorgen tänds (1996), Renässans, nära stålklockans skugga (1998), Under hand (2001), Rött och blått (2003) och Ravelska spår (2006). Sistnämnda år utgav han trädgårdsboken Perenner för finländska trädgårdar. Under 2010-talet har Brunell utkommit med romanen Liv eller nåd (2012), samt diktsamlingarna Falla och tala (2015), Li Berlin (2017, tvåspråkig, översatt till tyska av Peter Luttge), Nocturnala män. Arton taxiresor genom en grön metropol (2020) och "Himmel över backen. En autopoietisk expedition till Österbotten/ Der Himmel über dem Bühl. Eine autopoietische Expedition nach Ostrobothnia" (2022). 
Brunell prisbelönades av Svenska litteratursällskapet i Finland 1997, 2018 och 2021. 2020 tilldelades Thomas Brunell Längmanska kulturfondens författarpris, i motiveringen står bland annat följande: "I sina dikter granskar han våra normsystem med kritisk blick men uppmärksammar också det sociala samspelet och tillvarons sammansatthet på ett medkännande sätt."